# Enea Martinelli
Enea Martinelli (* 29. September 1965 in Biel) ist ein Schweizer Spitalapotheker und ehemaliger Politiker. Er wohnt in Matten bei Interlaken, ist verheiratet und Vater zweier erwachsener Kinder.

## Politische Laufbahn
Martinelli gründete zusammen mit Kollegen am 4. Februar 2009 die BDP Interlaken-Oberhasli. Im Jahr 2010 wurde er in den Grossen Rat des Kantons Bern gewählt und war dessen Mitglied bis 2014. Als Grossrat engagierte er sich vor allem für die Gesundheitsversorgung. So war er Mitglied der Kommission für das Spitalversorgungsgesetz, die Versorgungsplanung und der Hausarztmedizin und reichte zahlreiche Vorstösse rund um das Thema der Gesundheitsversorgung ein. Bei den Wahlen 2014 gelang ihm zwar ein persönlich gutes Resultat, die BDP-Liste gewann jedoch zu wenig Stimmen und verlor einen Sitz. 2011 und 2015 trat er auch bei den nationalen Wahlen an. 2015 erreichte er den zweiten Ersatzplatz auf der Nationalratsliste. Ab 2014 war Martinelli Vizepräsident der BDP des Kantons Bern und bekleidete von 2015 bis 2018 das Amt des Präsidenten. 2018 trat er von allen Ämtern in der BDP zurück.

## Berufliche Laufbahn
Enea Martinelli besuchte die Schulen bis zum Gymnasium (Typus B) in Interlaken und studierte von 1985 bis 1990 Pharmazie an der Universität Bern. Er promovierte 1994 zum Dr. pharm. ebenfalls an der Universität Bern. 1994 wurde er Chefapotheker am damaligen Regionalspital Interlaken, bei der heutigen Spitäler fmi AG.

## Verbandstätigkeit
Von 1995 bis 1998 war er Vorstandsmitglied des Apothekerverbandes des Kantons Bern (AKB) und leitete dort das Ressort Weiterbildung.
1998 wurde er in den Vorstand des Vereins der Schweizerischen Amts- und Spitalapotheker (GSASA) gewählt, wo er von 1999 bis 2001 das Amt des Vizepräsidenten und von 2001 bis 2004 das Amt des Präsidenten innehatte. Ab 2004 kümmerte er sich innerhalb des Vorstandes primär um politische Fragen. Ende 2024 trat er aus dem Vorstand der GSASA zurück.
Im Jahr 2019 wurde er in den Vorstand des Schweizerischen Apothekerverbandes Pharmasuisse gewählt und bekleidet seit 2020 das Amt des Vizepräsidenten.
Martinelli vertritt im Verband Blistersuisse die Spitäler fmi AG und ist seit 2019 Präsident des Verbandes.

## Schwerpunkte in der beruflichen Tätigkeit
Martinelli engagiert sich seit der Inkraftsetzung des Schweizerischen Heilmittelgesetzes im Jahr 2002 für die gute Versorgung der Schweiz mit Arzneimitteln und für die Sicherung der Qualität und Effizienz des Medikationsprozesses. So hat er wesentlich dazu beigetragen, dass das Gesetz 2010 geändert und so angepasst wurde, dass der sich verschärfenden Situation um die Versorgung besser Rechnung getragen wurde. Allerdings reichten die Massnahmen für ihn nicht aus, denn das Versorgungsproblem wurde jetzt auch ausserhalb der Krankenhäuser spürbar. Der Bund schuf 2015 die Meldeplattform für lebensnotwendige Arzneimittel. Martinelli störte sich an der engen Definition dessen was wichtig ist, insbesondere der Fokus der Meldeplattorm nur auf "lebensnotwendige" Medikamente. So gründete Martinelli 2015 die Plattform drugshortage.ch, die Lieferengpässe von sämtlichen verschreibungspflichtigen Medikamenten umfasst.
Als Gründungsmitglied (als Delegierter der Schweizerischer Verein der Amts- und Spitalapotheker (GSASA)) und als Vizepräsident der Stiftung Patientensicherheit von 2004 bis 2015 hat er mit dazu beigetragen die Stiftung aufzubauen und die Anliegen rund um die Medikationssicherheit zu platzieren. So hat er unter anderem mitgeholfen die Verpackung und Beschriftung von Arzneimitteln zu reformieren, damit Verwechslungen verhindert werden können.

## Auszeichnungen
- 2014 wurde Martinelli vom Strategy Circle Gesundheitswesen (einer Tagung von Führungskräften Schweizer Spitäler) mit dem Preis "Influencer of the year" ausgezeichnet,[18] für seine Beiträge zur pharmazeutischen Versorgung und zu den Richtlinien zur Minderung von Verwechslungsproblemen von Medikamenten (sound-alike, look-alike).
- 2023 wurde Martinelli mit dem Award Viktor als "Herausragendste Persönlichkeit 2022" im Schweizerischen Gesundheitswesen ausgezeichnet.[19]